# Station Gravesend
Gravesend is een spoorwegstation van National Rail in Gravesham in Engeland. Het station is eigendom van Network Rail en wordt beheerd door Southeastern. Het station is geopend in 1849.